# Пиконик (Њујорк)
Пиконик (енгл. Peconic) насељено је место без административног статуса у америчкој савезној држави Њујорк.

## Демографија
По попису из 2010. године број становника је 683, што је 398 (-36,8%) становника мање него 2000. године.
| Група             | 2000.         | 2010.       |
| Белци             | 1.008 (93,2%) | 587 (85,9%) |
| Афроамериканци    | 10 (0,9%)     | 29 (4,2%)   |
| Азијати           | 12 (1,1%)     | 1 (0,1%)    |
| Хиспаноамериканци | 39 (3,6%)     | 70 (10,2%)  |
| Укупно            | 1.081         | 683         |